# Boophis madagascariensis
Espèce
Synonymes
- Rhacophorus madagascariensis Peters, 1874
- Rhacophorus herthae Ahl, 1929 "1928"

Statut de conservation UICN

 LC  : Préoccupation mineure
Boophis madagascariensis est une espèce d'amphibiens de la famille des Mantellidae.

## Répartition
Cette espèce est endémique de Madagascar. Elle se rencontre du niveau de la mer jusqu'à 1 700 m d'altitude dans l'est de l'île, le Nord, dans le parc national de la Montagne d'Ambre et le centre, dans la réserve spéciale d'Ambohitantely,.

## Description

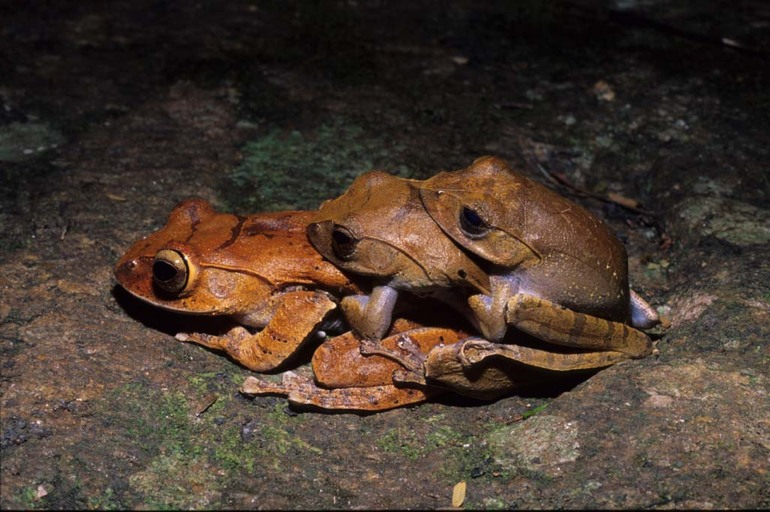
Boophis madagascariensis

Boophis madagascariensis mesure en général de 60 à 80 mm mais certains individus sont plus grands. Son dos varie du beige au brun rouge avec des barres brun foncé sur les membres et, parfois, une ligne sombre entre les yeux. Le ventre est crème. Les mâles présentent un seul sac vocal.

## Étymologie
Son nom d'espèce, composé de madagascar(i) et du suffixe latin -ensis, « qui vit dans, qui habite », lui a été donné en référence au lieu de sa découverte, Madagascar.

## Publication originale
- Peters, 1874 : Über neue Amphibien (Gymnopis, Siphonops, Polypedates, Rhacophorus, Hyla, Cyclodus, Euprepes, Clemmys. Monatsberichte der Königlich Preussischen Akademie der Wissenschaften zu Berlin, p. 616-624 (texte intégral).